# Герб Весьегонского района
Герб муниципального образования «Весьего́нский район» Тверской области Российской Федерации является символом общественно-исторического и административного статуса района.
Герб утверждён Постановлением № 222 Главы Весьегонского района Тверской области от 8 июня 2001 года.
Герб внесён в Государственный геральдический регистр Российской Федерации под регистрационным номером 770.

## Описание и обоснование символики
Геральдическое описание (блазон) гласит:
В золотом щите чёрный рак, поддерживающий поднятыми клешнями усы.
В основе герба — исторический герб города Весьегонска Тверской губернии.
В гербе Весьегонского района, в отличие от  исторического  гербе Весьегонска (1780 года), была убрана верхняя часть с тверским гербом, а рак развёрнут в обратную сторону, т.е. обращён вверх герба.
Рак в геральдике считается редким и самым аристократическим символом среди членистоногих. 
Рак в гербе Весьегонска — единственный «геральдический рак» в России.

## История
Исторический герб города Весьегонска Тверской губернии, утверждён 10 (21) октября 1780 года: 
Рак черной в золотом поле которыми воды, окружающия сей город, весьма изобилуют.
В разделе «Городская символика» Положения о гербе Весьегонского района сказано: 
Ввиду соединения функций администрации города Весьегонска администрации Весьегонского района в лице администрации муниципального образования "Весьегонский район", герб района может служить также официальным городским символом. В случае разделении органов самоуправления города и района, герб остается исключительным символов города Весьегонска.